# سوانح العشاق (مجموعه تلویزیونی)
سوانح العشاق یک مجموعه تلویزیونی محصول سال ۱۳۷۸ به کارگردانی حمید فرخ‌نژاد سعید بخشعلیان و جواد افشار و فرید سجادی‌حسینی و به نویسندگی حمید نعمت الله و هادی مقدم دوست و در پنج قسمت می‌باشد که از شبکه اول سیما پخش شد.

## بازیگران
- حسن اسدی
- فرید سجادی حسینی
- پرویز فلاحی پور
- سارا پرچم
- منوچهر هادی
- حمیدرضا تاج دولتی
- رضا فرهادی
- جمشید یوسفی